# Melphidippella
Melphidippella är ett släkte av kräftdjur som beskrevs av Sars 1894. Melphidippella ingår i familjen Melphidippidae.
Kladogram enligt Catalogue of Life och Dyntaxa:
| Melphidippella | \| \| Melphidippella macer \| \| \| \| \| \| Melphidippella macra \| \| \| \| |
|                | \| \| Melphidippella macer \| \| \| \| \| \| Melphidippella macra \| \| \| \| |
|                | Casco                                                                         |
|                |                                                                               |
|                | Hornellia                                                                     |
|                |                                                                               |
|                | Horniella                                                                     |
|                |                                                                               |
|                | Melphidippa                                                                   |
|                |                                                                               |
|                | Melphisana                                                                    |
|                |                                                                               |
|                | Melphidippella macer                                                          |
|                |                                                                               |
|                | Melphidippella macra                                                          |
|                |                                                                               |

|  | Melphidippella macer |
|  |                      |
|  | Melphidippella macra |
|  |                      |